# Clorobenzene
Il clorobenzene (o benzene cloruro) è un composto chimico derivante dal benzene, dove un atomo di idrogeno è sostituito da un atomo di cloro. La sua formula chimica è C6H5Cl.
A temperatura ambiente si presenta come un liquido incolore dall'odore caratteristico; è infiammabile.

## Produzione
Il clorobenzene viene prodotto principalmente dalle industrie chimiche dove, specie in passato, era utilizzato come intermedio nella sintesi di pesticidi clorurati, come il celebre DDT (dicloro-difenil-tricloroetano) ; tuttora è utilizzato come solvente per la produzione di erbicidi, adesivi, vernici e come reagente di sintesi per altre sostanze.
Altra fonte di origine del clorobenzene è, nell'ambito dell'incenerimento dei rifiuti, la combustione incompleta di sostanze clorurate (PVC, plastiche, ecc.).

## Tossicità
Il clorobenzene è nocivo e molto pericoloso per l'ambiente, soprattutto per gli organismi acquatici; può essere assorbito dall'organismo per l'inalazione dei suoi vapori, attraverso la cute e per ingestione. Irrita in modo particolare gli occhi e la cute mentre, se inalato, può portare gravi danni ai polmoni (polmonite chimica), al sistema nervoso centrale, al fegato e ai reni.
È riconosciuto come cancerogeno per gli animali, mentre non c'è un dato preciso per l'uomo.

Reazione di sintesi del clorobenzene per clorurazione catalitica del benzene (sostituzione elettrofila aromatica).